# Neritius rothschildi
Neritius rothschildi är en insektsart som beskrevs av Bolívar, I. 1914. Neritius rothschildi ingår i släktet Neritius och familjen gräshoppor. Inga underarter finns listade i Catalogue of Life.